# یواس‌اس کریستال (پی‌وای-۲۵)
یواس‌اس کریستال (پی‌وای-۲۵) (به انگلیسی: USS Crystal (PY-25)) یک کشتی بود که طول آن ۲۲۵ فوت (۶۹ متر) بود. این کشتی در سال ۱۹۲۹ ساخته شد.